# Erupa titana
Erupa titana is een vlinder uit de familie van de grasmotten (Crambidae). De wetenschappelijke naam van de soort is voor het eerst gepubliceerd in 1910 door Herbert Druce.
De soort komt voor in Peru.